# 大国外交 (纪录片)
《大国外交》（英語：China's Major-Country Diplomacy）是由中共中央宣传部、新华通讯社、中国中央电视台联合制作的六集电视纪录片，于2017年8月28日至9月2日每晚8点在中央电视台综合频道播出。香港无线电视明珠台于2018年4月26日至2018年5月31日播出。
本片荣获第25届电视文艺星光奖纪录片大奖提名。

## 分集
| 集数   | 名称         | 中国播放日期  | 香港播放日期  |
| ------ | ------------ | ------------- | ------------- |
| 第一集 | 《大道之行》 | 2017年8月28日 | 2018年4月26日 |
| 第二集 | 《众行致远》 | 2017年8月29日 | 2018年5月3日  |
| 第三集 | 《中流击水》 | 2017年8月30日 | 2018年5月10日 |
| 第四集 | 《穿云破雾》 | 2017年8月31日 | 2018年5月17日 |
| 第五集 | 《东方风来》 | 2017年9月1日  | 2018年5月24日 |
| 第六集 | 《美美与共》 | 2017年9月2日  | 2018年5月31日 |